# 20A busz (Pécs)

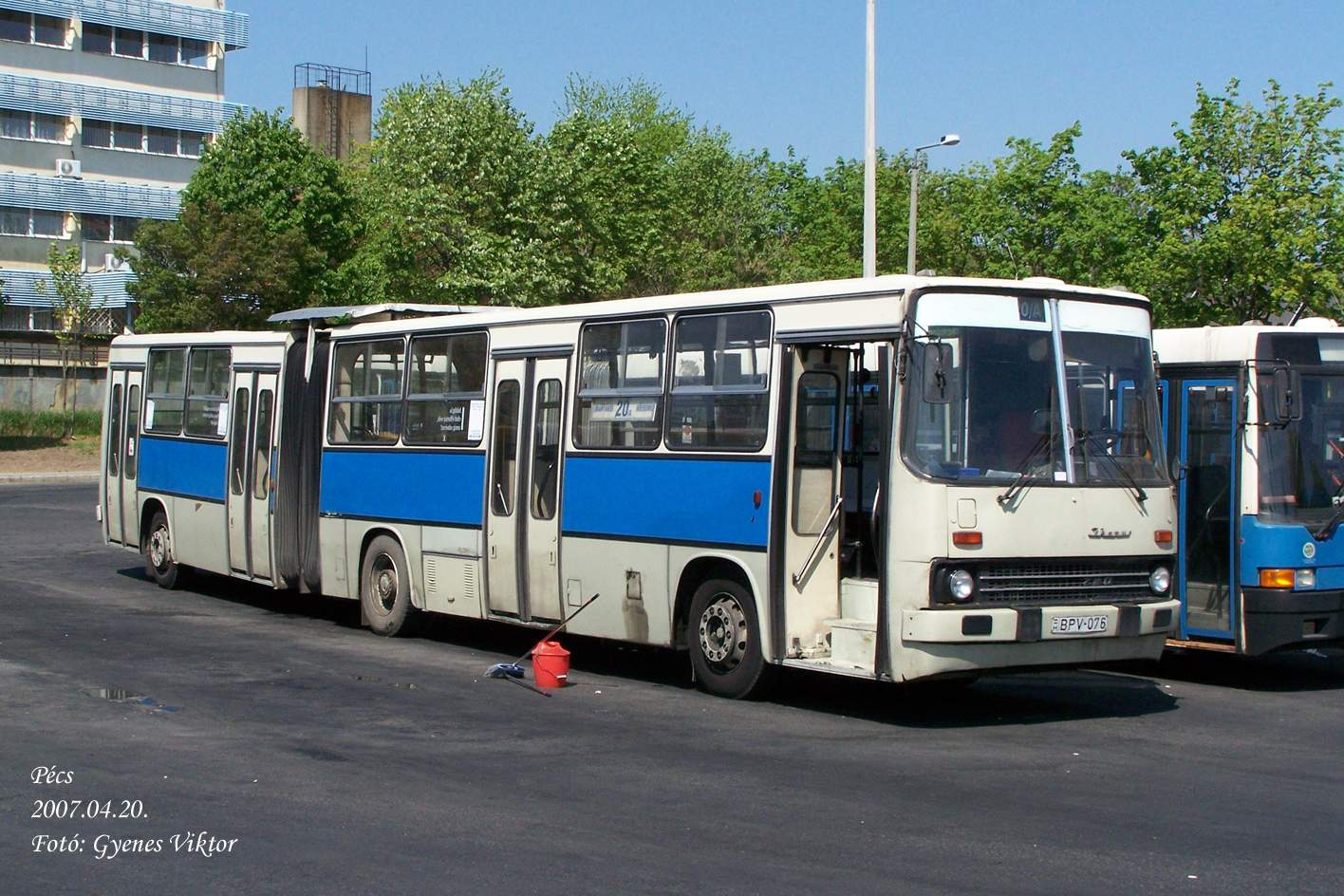
Ikarus 280-as busz 2007-ben a vonalon

A pécsi 20A jelzésű autóbusz Főpályaudvar és a Hőerőmű között közlekedett.

## Története
1948. április 11-én indult az első járat, akkor még csak a Kokszműig. 1958. január 8-án meghosszabbításra került a Hőerőműig. Majd 1964-től 32-es jelzéssel a Főpályaudvarról indult járat a Hőerőműig. 1974-ben a 32-es busz végállomása átkerült Uránvárosba, ettől kezdve onnan indultak a járatok.
Járat 20A jelzéssel 1994. szeptember 1-jén indult először.
2014. szeptember 1-jétől megszűnt, szerepét a 20-as és a 21-es busz vette át.

## Útvonala
Megszűnése előtti útvonal
| Uránváros – Árkád – Mohácsi út – Hőerőmű: | Hőerőmű – Mohácsi út – Árkád – Uránváros: |
| --- | --- |
| - Uránváros, Ürögi fasor - Makay István út - Esztergár Lajos utca - Dr. Veress Endre utca - Mártírok útja - Szabadság út - Rákóczi út - Zsolnay Vilmos út - Mohácsi út - Edison utca | - Edison utca - Mohácsi út - Zsolnay Vilmos út - Rákóczi út - Szabadság út - Mártírok útja - Dr. Veress Endre utca - Esztergár Lajos utca - Makay István út - Uránváros, Ürögi fasor |

## Megállóhelyei
Megszűnése előtti megállók
| 20A (Főpályaudvar – Hőerőmű) |                         |          | |                                                                                            |
| Perc (↓)                     | Megállóhely             | Perc (↑) | Átszállási kapcsolatok a járat megszűnésekor | Létesítmények                                                                              |
| 0                            | Főpályaudvar végállomás | 18       | 3, 4, 4Y, 6, 13, 13Y, 14, 14Y, 15, 15A, 30, 32, 32Y, 33, 34, 35Y, 36, 37, 38, 39, 40, 41, 41Y, 42, 71, 71Y, 72, 73, 73Y, 104, 113, 130, 130A Főpályaudvar                                     | Vasútállomás                                                                               |
| 3                            | Zsolnay-szobor          | 16       | 2, 2A, 3, 6, 13, 13Y, 14, 14Y, 15, 15A, 22, 23, 23Y, 24, 25, 26, 26Y, 27, 28, 30, 32, 32Y, 34, 35, 35Y, 36, 37, 38, 39, 40, 40I, 44, 71, 71Y, 72, 73, 73Y, 113, 120, 122, 123, 123Y, 124, 130 | Postapalota, OTP, ÁNTSZ, Megyei Bíróság, Zsolnay-szobor                                    |
| 5                            | Árkád                   | 13       | 3, 6, 2, 2A, 4, 4Y, 13, 13Y, 14, 14Y, 15, 15A, 22, 23, 23Y, 24, 25, 26, 26Y, 27, 28, 33, 38, 39, 40, 40I, 71, 71Y, 72, 73, 73Y, 104, 113, 120, 122, 123, 123Y, 124                            | Árkád, Konzum áruház, Anyakönyvi Önkormányzat, APEH, Skála                                 |
| 6                            | Rákóczi út              | ∫        | 21, 22, 23, 23Y, 24, 25, 26, 26Y, 27, 28, 33, 38, 39, 40, 44, 60, 60A, 120, 123Y, 124, 160 | Árkád, Konzum áruház, Anyakönyvi Önkormányzat, APEH, Skála                                 |
| 7                            | 48-as tér               | 11       | 2, 2A, 4, 4Y, 13, 13Y, 14, 14Y, 15, 15A, 30Y, 60, 60A, 104, 113, 120, 160 | Egyetemi kollégium, Egyesített Egészségügyi Intézmény kirendeltsége, EKF kulturális negyed |
| 8                            | Zsolnay Negyed          | 9        | 2, 2A, 4, 4Y, 13, 13Y, 14, 14Y, 15, 15A, 30Y, 60, 60A, 104, 113, 120, 160 | Balokány-liget, Zsolnay porcelángyár, EKF kulturális negyed                                |
| 11                           | Mohácsi út              | 7        | 2, 2A, 4, 4Y, 13, 13Y, 14, 14Y, 15, 15A, 60, 60A, 104, 113, 120, 160 | ATI, Autóklub                                                                              |
| 13                           | Téglagyár               | 4        | 120 |                                                                                            |
| 15                           | Strauss Metal           | 3        | 120 |                                                                                            |
| (+2)                         | Finn utca*              | (+2)     | 16, 120 |                                                                                            |
| (+4)                         | Strauss Metal*          | ∫        | 120 |                                                                                            |
| ∫                            | Alexandra**             | (+2)     | 120 |                                                                                            |
| 17                           | Edison utca             | 1        | 120 |                                                                                            |
| 18                           | Hőerőmű végállomás      | 0        | 120 | Pécsi hőerőmű                                                                              |

*Ezeket a megállókat csak bizonyos menetek érintik.
**Ezt a megállókat csak bizonyos menetek érintik.